# Kalevi Kivistö

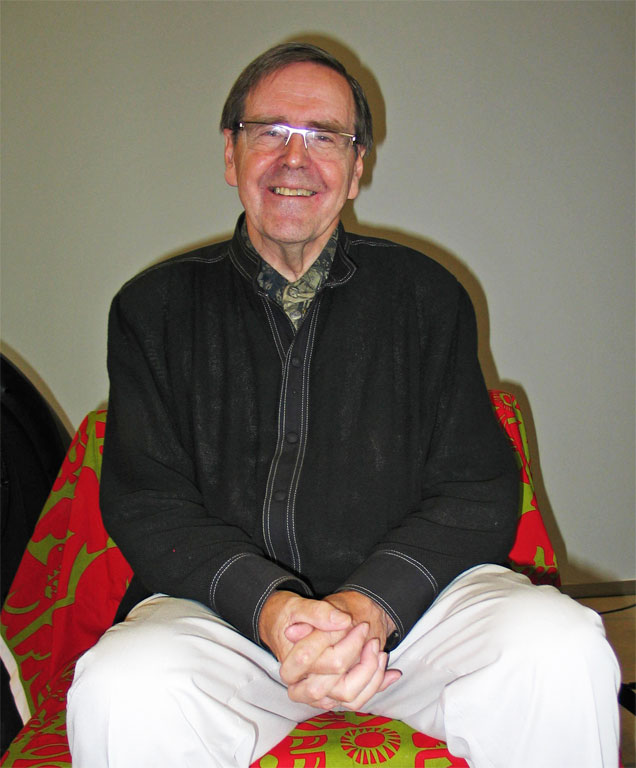
Kalevi Kivistö

Kalevi Johannes Kivistö (* 25. März 1941 in Kurikka) ist ein finnischer Linkspolitiker, ehemaliger Parlamentsabgeordneter und zweimaliger Präsidentschaftskandidat.
Kivistö war zunächst Mitglied der Demokratischen Union des Finnischen Volkes (SKDL). Von 1979 bis 1985 war er SKDL-Vorsitzender. Im finnischen Parlament saß Kivistö von 1972 bis 1984. 1985 bis zur Provinzverwaltungsreform 1997 war er Gouverneur der Provinz Mittelfinnland. Danach arbeitete er bis 2004 im Bildungsministerium. Kivistö war in verschiedenen Kabinetten als Minister vertreten. So war er von 1975 bis 1976 und von 1977 bis 1982 finnischer Kulturminister, danach für rund zehn Monate Bildungsminister im Kabinett Sorsa III.
Bei den Präsidentschaftswahlen 1982 und 1988 wurde er von der SKDL als Kandidat aufgestellt. Bei den Wahlen, die beide Male vom Sozialdemokraten Mauno Koivisto gewonnen wurde, erhielt er 1982 bei einer indirekten Wahl über Wahlmänner 11,0 %, bei der Direktwahl 1988 10,7 %.
Nach der Auflösung der SKDL um 1990 wurde er Mitglied des neugegründeten Linksbündnisses.
Außerdem war Kivistö von 1999 bis 2008 Vorsitzender des Roten Kreuzes in Finnland. Verheiratet ist Kivistö seit 1961 mit Sirkka Tellervo Järvilehto. Mit ihr hat er drei gemeinsame Kinder. In Jyväskylä ist ein Park nach ihm benannt.